# Speil von Ostheim

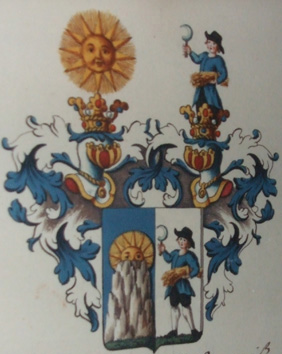
Wappen der Familie
Speil von Ostheim

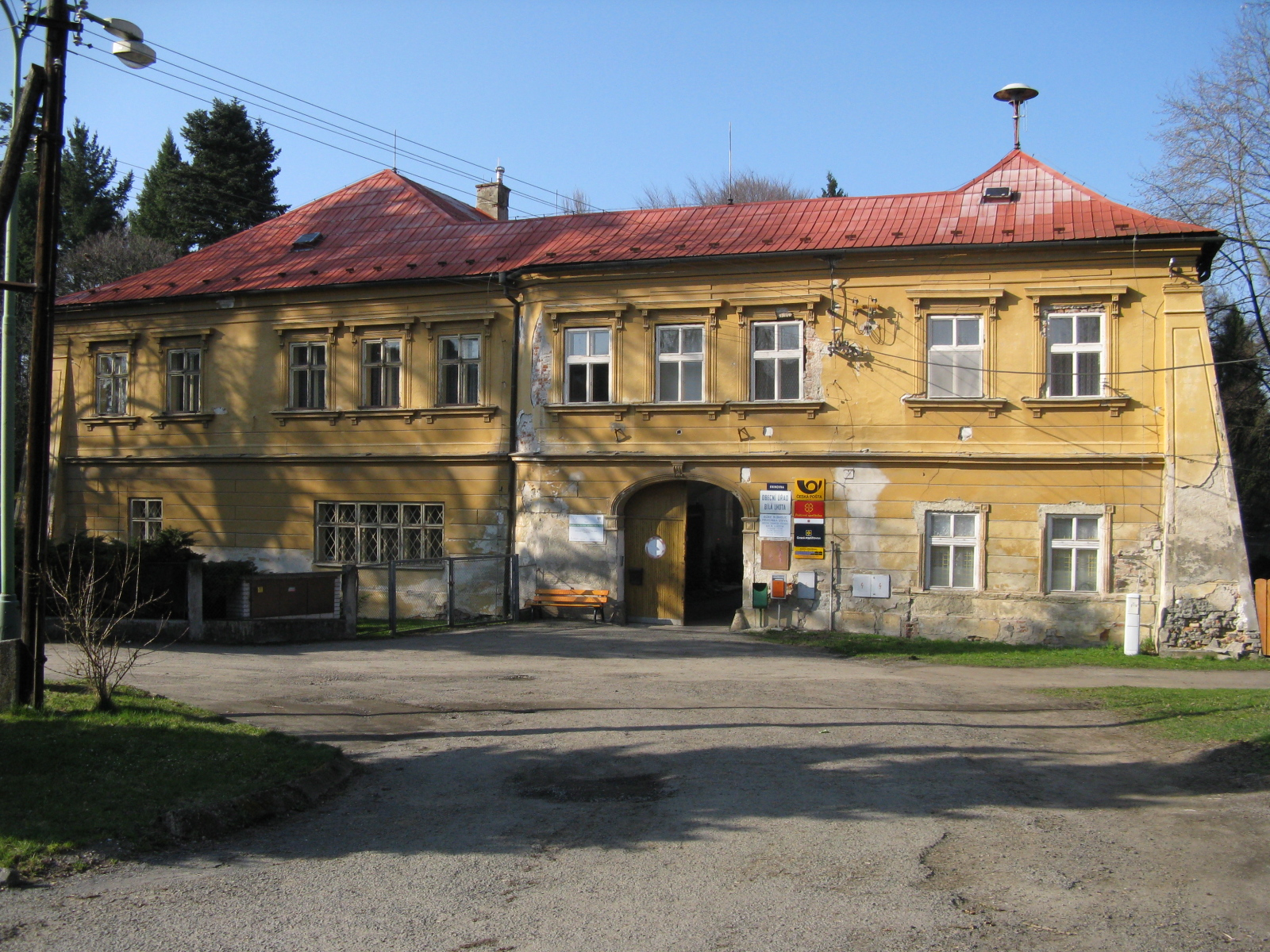
Landgut („Schloss“) von J. A. Speil von Ostheim in Weißöhlhütten

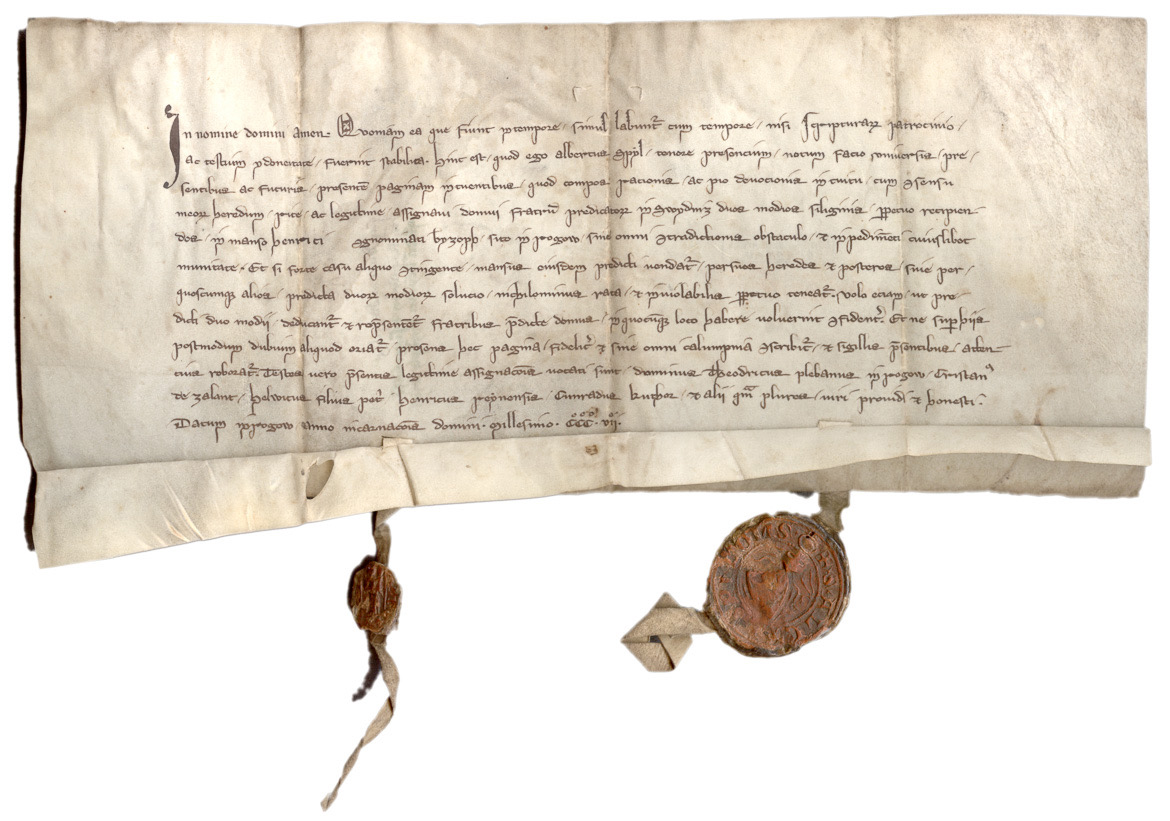
An einer Schenkungsurkunde des Albert Spyl (Speil) von 1307 hängt das Siegel der Familie Speil.

Speil von Ostheim (auch Spyl, Spiel, latinisiert Spilonis) ist ein aus dem schlesischen Fürstentum Neisse stammendes Adelsgeschlecht.

## Geschichte
Obwohl die Stammreihe mit Johann Speil, vormals Erbrichter zu Heinzendorf bei Olbersdorf im Jahr 1741 beginnend angegeben wird, findet man im Codex diplomaticus Silesiae schon 1307 den eigentlichen Stammvater des Geschlechts, Albert Speil, der in diesem Jahre mit Zustimmung seiner Erben dem Schweidnitzer Dominikanerkloster zwei Scheffel Korn beständigen Zinses verlieh. Für das Jahr 1352 ist Elger Speil als Burggraf von Ottmachau belegt. Diesem gehörten die Allodialgüter Schwandorf (10 km südlich von Ottmachau) und Koschberdorf (15 km nordwestlich von Ottmachau). 1369 schenkte Peczco von Spiel (Speil) sein Allod und die Zinsen in „Swanowitz“ als Mitgift seiner Frau Katharina. Ein Gabriel Spiel ist für die Jahre 1434/35 als Prokurator von Neisse belegt.
Die Nachkommen dieses Geschlechts nennen sich Speil-Ostheim, Speil, Spiel bzw. Ostheim.

## Adelserhebungen
Böhmischer Ritterstand mit dem Prädikat „von Ostheim“ am 12. Oktober 1793 in Wien für Johanns Enkel Johann Albert Speil, Sekretär der mährisch-schlesischen Staatsgüter-Administration, mit böhmischem Inkolat im Ritterstand am 26. Oktober 1793 in Wien. Er hatte sich nach seinem juridischen Studium als Konzipist bei der mährisch-schlesischen Staatgüter-Administration, bei der Übernahme der Olmützer erzbischöflichen Lehensgüter sowie der in Österreich gelegenen Breslauer Bistumsgüter in die Staatsverwaltung verdient gemacht. Er war außerdem fürstlich liechtensteinischer Hofrat, General-Landesbestellter des seit 1742 österreichischen Anteils des Herzogtums Schlesien und Schlossbesitzer auf Weißöhlhütten in Mähren. Im Jahre 1800 wurde er General-Landesbestellter in Troppau.
Seine Tochter Maria war mit dem Cellisten Friedrich Wranitzky (einem Sohn des Anton Wranitzky) verheiratet, seine Tochter Anna mit dem Komponisten Conradin Kreutzer.
Als er am 14. September 1837 starb, hinterließ er außer fünf Töchtern vier Söhne, deren Nachkommenschaft noch blüht.

## Siegel von Albert Speil (1307)
Laut Codex diplomaticus Silesiae hängt an einer Schenkungsurkunde des Albert Spyl (Speil) ein dickes, rundes Siegel mit Oberfläche von rotem Wachs und der Umschrift: „S. Alberti Spilonis“. Außer der Schrift ist nur mehr der dreieckige Wappenschild und der im 12. und 13. Jahrhundert für den ältesten Adel gebräuchliche Topfhelm erkennbar.

## Wappen Speil von Ostheim (1793)

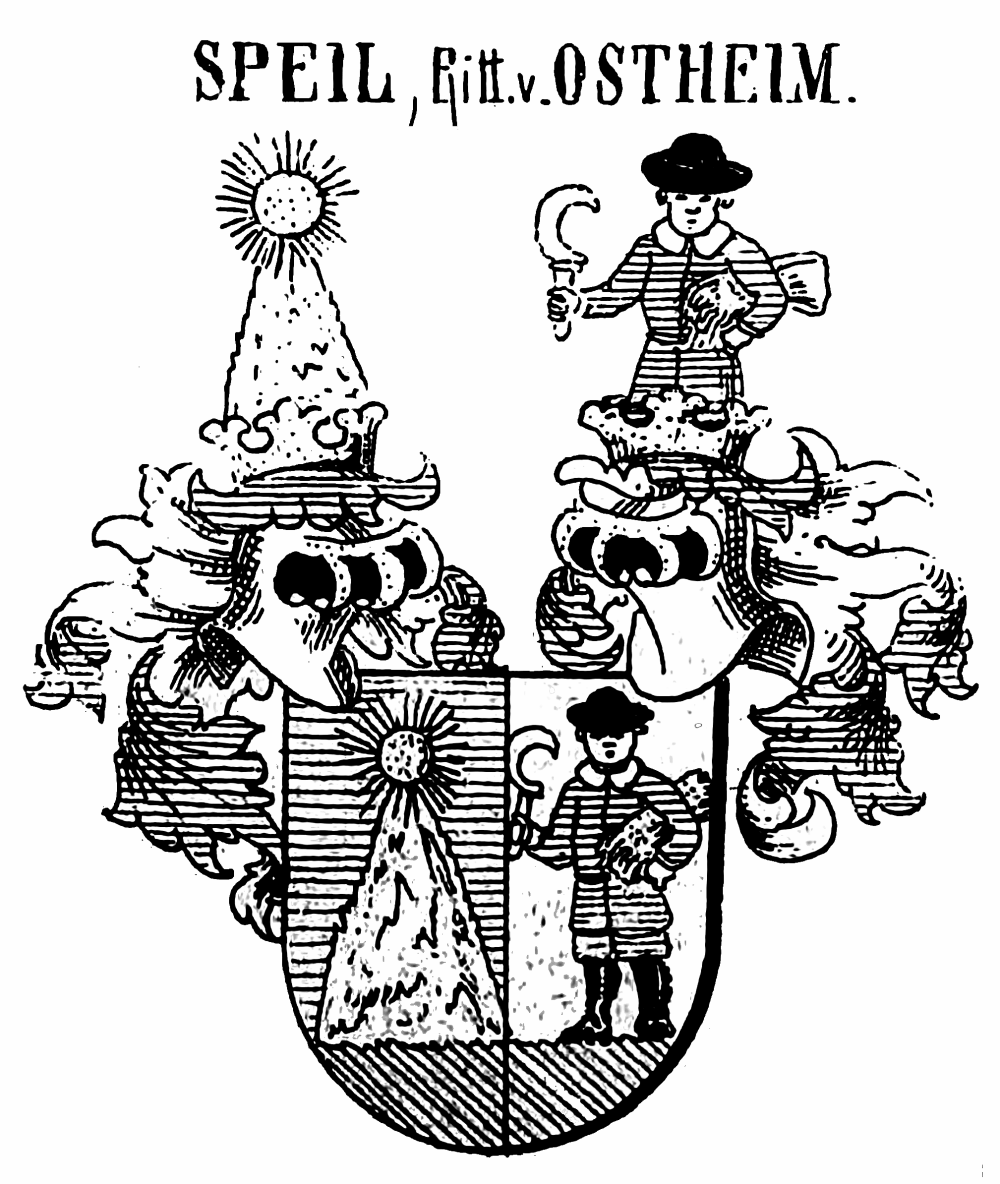
Wappen der Speil von Ostheim

Gespalten; rechts in Blau auf grünem Boden ein schroffer silberner Fels, hinter dem eine strahlende goldene Sonne aufgeht; links in Silber auf grünem Rasen ein Schnitter in blauem Rock, schwarzem Hut und Stiefeln, in der Rechten eine Sichel, unter dem linken Arm ein Kornährenbündel haltend. Zwei Helme mit blau-silbernen Decken, auf dem rechten der Fels mit der Sonne, auf dem linken der Schnitter wachsend. 

## Trivia
Auf dem Speil von Ostheimschen Landgut Weißöhlhütten vertonte Conradin Kreutzer – der in zweiter Ehe mit Anna Speil von Ostheim (1802–1886) vermählt war – u. a. seine Opern Melusina nach dem Libretto von Franz Grillparzer (Königsstädtisches Theater, Berlin 1833) und Das Nachtlager in Granada (Theater in der Josefstadt, Wien 1834).